# ビールのリスト
ビールのリスト（英: Beall's List）は、アメリカのコロラド大学デンバー校のオーラリア図書館(en:Auraria Library）の准教授で司書であったジェフリー・ビールの作成した、ハゲタカジャーナルと通称される出版社（Predatory publisher）と学術誌（Predatory journal）のリストである。
ハゲタカジャーナルとは、研究者が投稿した論文原稿をまともな査読過程や編集過程に掛けず、著者が論文掲載料さえ払えばすぐにオープンアクセスの学術誌に掲載する行為である。捕食出版を行う出版社のことを捕食出版社（Predatory publisher）、またその学術誌のことを捕食学術誌（Predatory journal）と呼ぶ。なお、捕食学術誌の中には科学技術振興機構が運営するJstage上の学術誌も含まれていた。
ビールのリストに対する激しい苦情がコロラド大学に申し立てられ、解雇される危険を感じたビールは、2017年1月にビールのリストを閉鎖した 。

## 歴史
ジェフリー・ビールが、2008年に個人的に捕食出版社と捕食学術誌のリストを作成したのが始まりで、2010年半ばにはリストは確立されていた。
2011年には18件の捕食出版社がリストされたが、2013年に225社、2015年には693社 2016年12月29日には923件の捕食出版社がリストされるまでになった。

### 法的脅威
2013年2月、オープンアクセス出版社であるカナダ科学教育センター（Canadian Center for Science and Education）から、ビール・リストに捕食出版社とリストされているのは名誉毀損だという手紙を受け取った。手紙はまた、ビール・リストから会社名を削除しなかった場合、「民事訴訟」で訴えると述べていた。
2013年5月、ジェフリー・ビールは、インドのオミックス・インターナショナル社（en:OMICS International）からも法的脅威を受けた。オミックス・インターナショナル社の学術誌をビール・リストに捕食学術誌としてリストしたことを告訴すると脅された。インドの情報技術法（en:Information Technology Act, 2000）の条項66Aに基づき、損害賠償額は10億ドルであると通知された。なお、66A条項は、2015年に別の事件でインドの最高裁判所が違憲と判断した。

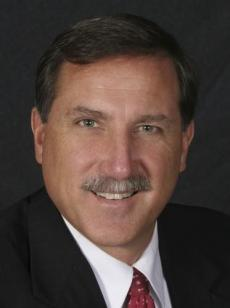
United States Attorney Daniel Bogden

2016年8月25日、米国の連邦取引委員会と連邦検事en:Daniel Bogdenは、オミックス・インターナショナル社（OMICS International）のCEOであるスリヌバブ・ゲデラ（Srinubabu Gedela）を、詐欺的なビジネスである捕食学術業をしていたことでネバダ州地方裁判所に提訴した  。
ビールは米国連邦取引委員会の訴訟に喜んだ。オミックス・インターナショナル社（en:OMICS International）は捕食学術業で訴えられた最初の学術出版社だった。
訴状はオミックス・インターナショナル社が「出版物の仕方についての研究者をだました。また、論文掲載料が数百から数千ドルなのを隠していた」と主張していた 。
2017年11月、ネバダ州地方裁判所は、オミックス・インターナショナル社（OMICS International）に仮差止め命令を下した。

### 閉鎖
ビール・リストに対する激しい苦情がコロラド大学に申し立てられ、ビールは、2017年1月15日、ビールのリストを廃止した 。コロラド大学ウェブサイトのビールの教員ページも削除された 。
ソーシャルメディアがビールのリストの廃止に最初に気がついた。廃止の理由は、学術出版の分析などをする会社であるキャベル・インターナショナル社（en:Cabell's International）にビールのリストを移行するためだろうと憶測された。しかし、同社はその後関係を否定し、ビジネス開発担当副社長が、「ビールは脅威と政治のためにビールのリストの廃止を余儀なくされた」と説明した
コロラド大学はまた、リストを廃止する決定はビールの個人的な決定であると主張した。しかし、ビールは後に、コロラド大学からの圧力のためにリストを廃止したと、以下のような実情を書いた。 
スイスの出版社（en:Frontiers Media）は捕食出版社と指摘されたことに怒り、ビールを激しく攻撃した。また、コロラド大学デンバー校からの激しいプレッシャーにも直面した。これらのことが直接の原因で、2017年1月、失職することを恐れ、ビールはリストを廃止した。そして、2018年3月、コロラド大学デンバー校を退職した。
2018年12月時点で、ビールはリストを再生していない。

### 継承
ビールのリストが廃止された後、別の人たちが、同じようなリストをウェブ上にアップしている。インドのen:CSIR-Structural Engineering Research Centre や、匿名のグループのStop Predatory Journalsなどである 。
また、学術出版の分析などをする会社であるキャベル・インターナショナル社（Cabell's International）は、キャベルのブラックリストとホワイトリストの両方をウェブサイトで提供している。

## 判定基準
ビールはビールのリストに含める捕食出版社と捕食学術誌として多様な基準を設定した。以下は、含まれる基準の例である。
- 複数の学術誌に対して同じ編集委員会である。
- 国際的と称しているにもかかわらず、編集委員メンバーの地理的多様性がほとんどない。
- 出版社はデジタル保存のポリシーや実務を持っていない。つまり、出版社が廃業すると、すべてのコンテンツがインターネットから消滅する。
- 出版社はPDFをコピープルーフ（ロック）している。これは、盗用のチェックを難しくしている。
- 学術誌の名前が、学術誌の使命に反している。
- 実際は索引付けされていないのに、出版社は掲載論文は索引付けされると“誤って”主張している。

## 批判
科学ライターのジョン・ボハノン（John Bohannon）のサイエンス誌の2013年論文「査読なんか怖くない? (Who’s Afraid of Peer Review?)」では、ビールのリストの82％が捕食学術誌だったが、18％は捕食学術誌ではなかった。つまり、ビールのリストは不正確である。
Phil Davisは、捕食学術誌だと告発された学術誌の18％はまともな学術誌だった、とビールのリストを批判している。さらに、ビールは、 状況証拠だけで「潜在的に捕食出版社の可能性がある」とリストに加えていたようだが、これは、西部の町の保安官が、ちょっとヘンに見えたカウボーイを投獄しているようなものだ。判定にはもっと正当なプロセスが必要だ」、とPhil Davisは批判した。
ジョセフ・エスポジート（Joseph Esposito）は、 「ゴールド（著者が金を払う）オープンアクセス」学術誌とその支持者へのビールの広範な批判（実際には攻撃）は一線を越えていた、とThe Scholarly Kitchenで批判した。
ニューヨーク市立大学の司書であるMonica BergerとJill Cirasellaは、発展途上国のオープンアクセス学術誌に対して、ビールの見解が偏っていると批判した。
ただ、BergerとCirasellaは、「ビールのリストに使用した基準は、捕食出版社や捕食学術誌の特徴を考える上での優れた出発点である」と利点も指摘した。「低品質で捕食的な出版社をブラックリストに載せるよりも、特定の基準を満たしていると審査・検証されている出版社や学術誌をホワイトリストに掲載するのは、優れた解決策になるかもしれない」と活動に賛同している。
ユタ大学のウィラード・マリオット・ライブラリー（J. Willard Marriott Library）のリック・アンダーソン（Rick Anderson）准教授は、「捕食的な出版」という言葉を批判した。「捕食的」とは何を意味するのか？　ビールは、ある種の捕食 - 出版してもらうことで著者が出版社に金を払う - という文脈で捕食ととらえたが、それが状況を的確に表しているようには思えない。リック・アンダーソンは「捕食的な出版（predatory publishing）」の代わりに「偽装的な出版（deceptive publishing）」という用語を提案した。